# قماشة أطباق

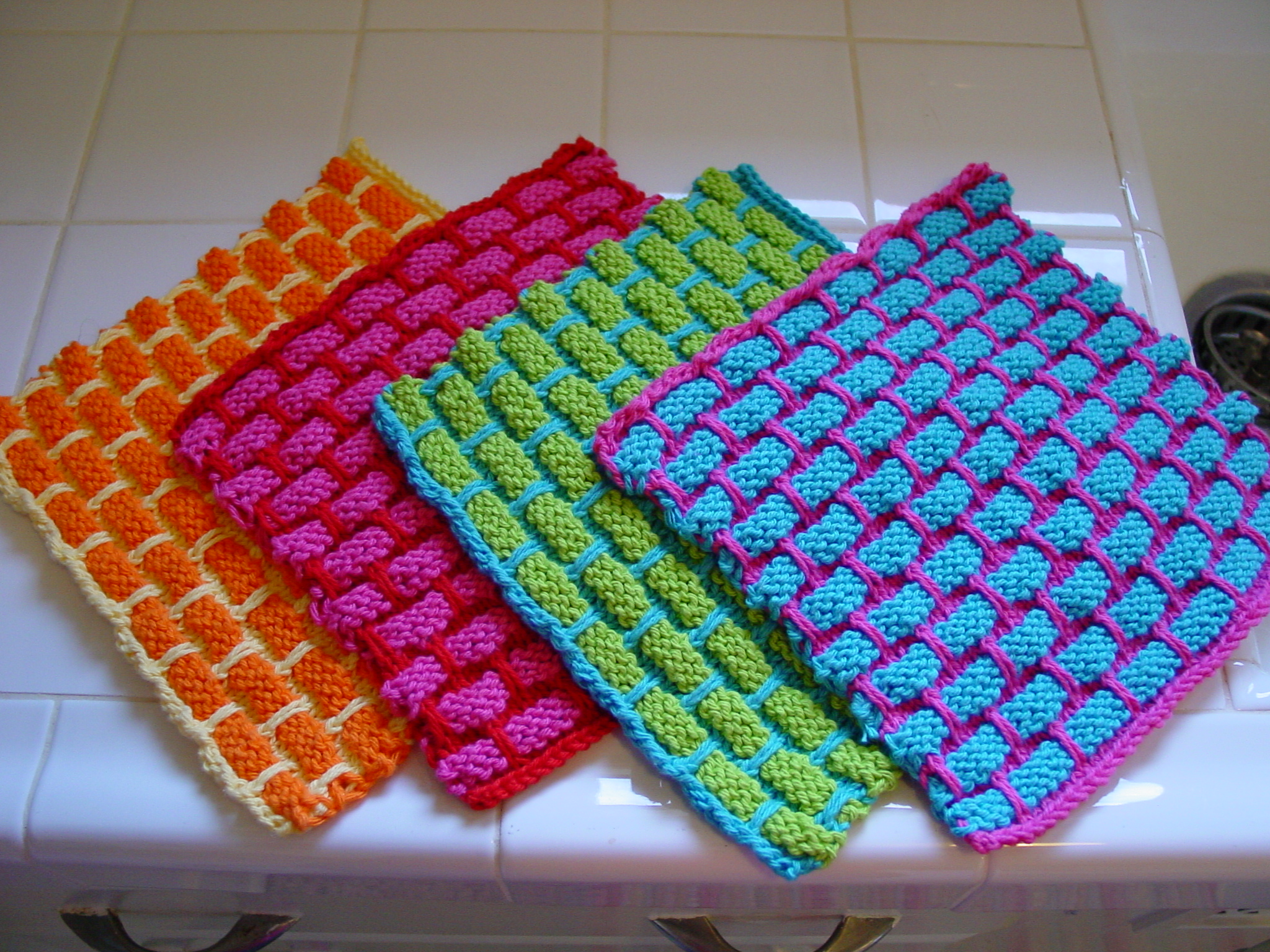
عادة ما تكون قماشة الأطباق مربعة مصنوعة من القطن أو ألياف أخرى.

قماشة الأطباق أو منشفة الأطباق تُستخدم في المطبخ لتنظيف وتجفيف الأواني والأسطح. عادة ما تكون مصنوعة من القطن أو الألياف الأخرى مثل الألياف الدقيقة ويبلغ قياسها 11 إلى 13 بوصة مربعة. 